# Альфа Телескопа
Альфа Телескопа (α Telescopii, α Tel) — ярчайшая звезда в созвездии Телескопа, видимая звёздная величина равна 3,5. Античный астроном Птолемей включил звезду в созвездие Южной Короны, но затем была отнесена к созвездию Телескопа после того, как это созвездие было создано французским астрономом Никола Луи де Лакайлем в XVIII веке. Измерение параллакса дало оценку расстояния 278 световых лет (85 парсеков) от Солнца. При таком расстоянии яркость звезды уменьшается вследствие межзвёздного поглощения света на 0,22 звёздной величины.
Данная звезда гораздо больше Солнца, превышает его по массе в 5,2 ± 0,4 раза и по радиусу в 3,3 ± 0,5 раза. Звезда имеет спектральный класс B3 IV. класс светимости 'IV' показывает, что звезда является субгигантом, почти исчерпавшим запас водорода в ядре и уходящим с главной последовательности. Альфа Телескопа является яркой звездой со светимостью около 800 светимостей Солнца. Эффективная температура внешней части звезды составляет 16700 K, придавая характерный бело-голубой оттенок B-звезды.
Вероятно, звезда принадлежит к типу переменных звёзд, известному как медленно пульсирующие переменные спектрального класса B. Величина магнитного поля составляет –233 ± 43 Гс. Проекция скорости вращения составляет 14 км/с, что является малым значением для звёзд такого типа, возможно, это является следствием наблюдения звезды почти в направлении на полюс.